# Karen Russell
Pour les articles homonymes, voir Russell.
Œuvres principales
- Swamplandia

Karen Russell, née le 10 juillet 1981 à Miami en Floride, est une écrivaine américaine.

## Biographie

### Enfance et formation
Karen Russell est originaire de Miami.
Elle réalise ses études de premier cycle à l'Université Northwestern, en espagnol, qu'elle termine en 2003. Elle est ensuite diplômée du programme Columbia MFA de l'Université de Columbia en 2006,.
Elle est également titulaire de la chaire en écriture créative du programme de maîtrise en beaux-arts de la Texas State University de 2017 à 2020,.

### Carrière
En 2006, son premier recueil de nouvelles, Foyer Sainte-Lucie pour jeunes filles élevées par les loups, 2014 ((en) St. Lucy's Home for Girls Raised by Wolves), est nommé meilleur livre de l'année par le Chicago Tribune, le San Francisco Chronicle et le Los Angeles Times. Le recueil remportera également le Bard Fiction Prize en 2011. Le San Francisco Chronicle considère le livre comme étant « l’un des recueils de contes les plus étranges, les plus effrayants et les plus surréalistes publiés de mémoire récente », ajoutant : « Son écriture déborde de confiance». La même année, elle apparait aussi dans la liste des 25 personnes de moins de 26 ans à surveiller du magazine New York.
En 2007, elle figure dans le Debut Fiction Issue du New Yorker et dans le Best of the Young American Novelists de Granta. En 2007 puis 2008, ses histoires sont publiées dans Best American Short Stories et dans le journal littéraire du Bard College, Conjunctions, où Karen Russell sera d'ailleurs invitée à lire des extraits de son travail.
En 2010, elle est membre du Cullman Center.
En 2011, elle publie Swamplandia !, salué par Stephen King comme étant « brillant, drôle et original », et qui raconte l'histoire d'Ava Bigtree, 13 ans, et de la lutte de sa famille pour sauver leur île natale et leur parc à thème dédié aux alligators. Le roman est finaliste pour le prix Pulitzer, l'un des dix meilleurs livres du New York Times de 2011 et récipiendaire du New York Public Library Young Lions Fiction Award,,. Cette année-là, elle est également écrivain en résidence au Bard College.
En 2012, elle est récipiendaire du prix Mary Ellen von der Heyden Berlin et boursière à l'American Academy de Berlin,,.
En 2013, elle publie un second recueil de nouvelles : Des vampires dans la citronneraie ((en) Vampires in the Lemon Grove). Elle reçoit également la bourse MacArthur de la Fondation MacArthur.
Parallèlement, elle enseigne l'écriture et la littérature à l'Université Columbia (2006-2009), au Williams College (2009), au Bard College (2011), au Bryn Mawr College (2012) et à l'Université de Rutgers à Camden (2013).

### Vie privée
Après avoir habité à New-York, elle vit à Portland, dans l'Oregon, avec son mari, Tony Perez, rédacteur en chef, et leurs deux enfants, dont un fils,,.
Son frère, Kent Russell, est également écrivain.

## Récompenses et reconnaissance
Karen Russell remporte le National Magazine Award 2012 et 2018 et son premier roman, Swamplandia !, publié en 2011, est finaliste pour le prix Pulitzer. Elle reçoit une bourse MacArthur en 2013 et une bourse Guggenheim, le prix « 5 under 35 » de la National Book Foundation en 2009, le NYPL Young Lions Award ou encore le Bard Fiction Prize en 2011 respectivement pour Swamplandia ! et pour son recueil de nouvelles,,,.
Joy Williams écrit dans le New York Times que « le travail de Russell a une vélocité et une trajectoire qui sont à peine moins éblouissantes et une voix dure, enveloppante et exaltante qui ne peut être égalée ».

## Œuvres

### Romans
- Swamplandia, Albin Michel, 2012 ((en) Swamplandia!, 2011), trad. Valérie Malfoy, 480 p.  (ISBN 978-2-226-24300-3)
- (en) Sleep Donation, 2014
- (en) The Antidote, 2025

### Recueils de nouvelles
- Foyer Sainte-Lucie pour jeunes filles élevées par les loups, Albin Michel, coll. « Terres d'Amérique », 2014 ((en) St. Lucy's Home for Girls Raised by Wolves, 2007), trad. Valérie Malfoy, 272 p.  (ISBN 978-2-226-25608-9)
- Des vampires dans la citronneraie, Albin Michel, coll. « Terres d'Amérique », 2017 ((en) Vampires in the Lemon Grove, 2013), trad. Valérie Malfoy, 320 p.  (ISBN 978-2-226-39643-3)
- Le Lévrier de madame Bovary et autres histoires, Albin Michel, coll. « Terres d'Amérique », 2022 ((en) Orange World and Other Stories, 2019), trad. Karine Lalechère, 320 p.  (ISBN 978-2-226-44738-8)